# Supremacy
"Supremacy" é uma canção da banda britânica de rock Muse, escrita pelo vocalista da banda, Matthew Bellamy, para o sexto álbum de estúdio do grupo, The 2nd Law. Esta música será lançada como terceiro single deste disco em 25 de fevereiro de 2013. A banda tocou esta canção, com apoio de uma orquestra, no BRIT Awards, realizado em 20 de fevereiro.

## Composição
Segundo o vocalista e guitarrista da banda, Matthew Bellamy, "Supremacy" eleva a banda a "níveis absurdos". Indo de uma linha de blues até o climax da canção com uma orquestra com uma "enorme energia". De acordo com a revista francesa Jeuxactu, a canção lembra o clássico "Kashmir" do Led Zeppelin, com os solos de guitarra acompanhados de uma orquestra.

## Videoclipe
O videoclipe da canção foi lançado oficialmente em 6 de fevereiro de 2013, pelo site da revista NME.

## Faixas
| Single promocional |                               |         |  |
| N.º                | Título                        | Duração |  |
| 1.                 | "Supremacy" (Edição de rádio) | 4:45    |  |
| 2.                 | "Supremacy" (Versão do álbum) | 4:55    |  |

## Paradas musicais
| Paradas (2013)                        | Melhor posição |
| ------------------------------------- | -------------- |
| França (SNEP)                         | 84             |
| Suíça (Schweizer Hitparade)           | 58             |
| Reino Unido (UK Singles Chart)        | 59             |
| Reino Unido (Rock Charts)             | 2              |
| Estados Unidos (Billboard Rock Songs) | 39             |

## Lançamento
| País        | Data                    | Formato            | Gravadora    |
| ----------- | ----------------------- | ------------------ | ------------ |
| Reino Unido | 25 de fevereiro de 2013 | Single promocional | Warner Music |